# Семигин, Геннадий Юрьевич
Генна́дий Ю́рьевич Семи́гин (род. 23 марта 1964, Дунаевцы, Хмельницкая область) — российский политический деятель. Председатель комитета Государственной Думы по делам национальностей (12 октября 2021 — 21 мая 2024). Член фракции «Справедливая Россия — За правду».
Сопредседатель партии «Справедливая Россия — За правду». Доктор политических наук, профессор.
Депутат Государственной Думы III, IV и VIII созыва, председатель Координационного совета Народно-патриотического союза России (1999—2003, полномочия после этого срока были продлены съездом, результаты которого не были признаны Министерством юстиции и КПРФ). В Государственной думе III созыва занимал пост заместителя председателя Госдумы. Лидер партии «Патриоты России» в 2005—2021 годах.
Находится под персональными международными санкциями 27 стран ЕС, Великобритании, США, Канады, Швейцарии, Австралии, Японии, Украины, Новой Зеландии.

## Биография
Родился 23 марта 1964 года в г. Дунаевцы Хмельницкой области Украинской ССР в семье военнослужащего. Его отец служил в ракетных войсках стратегического назначения, имел звание полковника, мать была по образованию инженером.
Окончил Рижское высшее военно-политическое Краснознамённое училище имени Маршала Советского Союза С. С. Бирюзова (1985), Московский государственный юридический институт (1993) и Финансовую академию при Правительстве Российской Федерации (1999).
В 1985—1990 годах служил замполитом в командно-измерительном пункте космической связи Войск связи Министерства обороны СССР (г. Щелково Московской области).
С 1990 года занимался предпринимательской деятельностью. Основал исследовательскую и консультационную компанию «Центр экономики», а также Российский акционерный концерн «АКРОС». Инициатор создания Конгресса российских деловых кругов. Возглавлял крупные бизнес-объединения.
В сентябре 1991 года был включён в состав Совета по предпринимательству при президенте СССР Михаиле Горбачёве. В 1992 году — член Совета по предпринимательству при Президенте Российской Федерации.
В 1990-х гг. входил в состав правления Российского союза промышленников и предпринимателей. Был членом Российской трёхсторонней комиссии по регулированию социально-трудовых отношений.
В 1993 году в Российской академии управления под научным руководством доктора философских наук, профессора В. А. Кулинченко защитил диссертацию на соискание учёной степени кандидата политических наук по теме «Социальное партнерство как фактор политической стабилизации Российского общества» (специальность 23.00.02 — политические институты и процессы). Официальные оппоненты — доктор исторических наук, профессор В. А. Сулемов и кандидат философских наук, доцент А. Ф. Костин. Ведущая организация — Российский государственный социальный институт.
В 1996 году в Институте социально-политических исследований РАН защитил диссертацию на соискание учёной степени доктора политических наук по теме «Политическая стабильность общества в условиях реформ» (специальность 22.00.05 — политическая социология).
В 2002—2005 годах — директор Института сравнительной политологии РАН. Лауреат Государственной премии Российской Федерации «за разработку научной концепции и создание „Новой философской энциклопедии“» (2003).
Автор более 40 опубликованных научных трудов. Один из авторов и редакторов «Новой философской энциклопедии».
Женат. Трое детей.

## Политическая деятельность
В 1999—2003 годах — депутат Государственной думы РФ III созыва. Был избран в Госдуму по федеральному списку КПРФ (№ 7 общефедеральной части списка), при этом членом партии не являлся. В Думе вошёл в Агропромышленную депутатскую группу, которой руководил Николай Харитонов, стал одним из двух её сопредседателей. 19 января 2000 года был избран заместителем председателя Госдумы Геннадия Селезнёва (фракция КПРФ).
В июне 2000 года был избран сопредседателем и председателем исполкома Народно-патриотического союза России.

### Раскол в КПРФ
В январе 2003 года в газетах «Завтра» и «Советская Россия» была опубликована статья Александра Проханова и Валентина Чикина «Операция „Крот“». В ней главные редакторы оппозиционных газет обвинили Геннадия Семигина в сотрудничестве с Администрацией президента РФ и в участии в планах властей по расколу народно-патриотических сил перед парламентскими выборами 2003 года. 18 января 2003 года Президиум ЦК КПРФ подверг резкой критике деятельность Семигина в НПСР. В частности, его обвиняли в создании в структуре союза «кабинета министров НПСР», кандидатуры в который он подбирал единолично. По словам критиков, исполком НПСР во главе с Семигиным взял на себя функции высшего органа организации — координационного совета.
Несмотря на противоречия с руководством компартии, в сентябре 2003 года Семигин был официально принят в КПРФ и включён в число её кандидатов на предстоящих парламентских выборах.
7 декабря 2003 года был избран в Государственную Думу РФ IV созыва по Хакасскому одномандатному округу № 31 от КПРФ (48,41 % голосов). Тогда же сторонники Семигина пытались выдвинуть его в качестве кандидата от КПРФ на президентских выборах в марте 2004 года. Однако съезд партии, по инициативе Геннадия Зюганова, поддержал выдвижение первого зампредседателя комитета Госдумы по аграрным вопросам Николая Харитонова (за него проголосовали 128 делегатов, за Семигина — 105). В ответ Геннадий Семигин заявил о решении инициировать создание «широкой левой коалиции».
В январе 2004 года руководство КПРФ обвинило Геннадия Семигина в «подкупе секретарей ряда местных парторганизаций» с целью выдвижения кандидатом в президенты, а также в попытке «приватизации» партии. 18 мая того же года он был исключён из КПРФ с формулировкой «за раскольническую деятельность» и на следующий день вышел из состава думской фракции партии. В июле 2004 года Семигин заявил об исключении представителей компартии из руководства НПСР. 3 июля вместе со своими сторонниками (Владимир Тихонов, Елена Драпеко, Виктор Зоркальцев, Александр Шабанов, Леонид Иваненко, Вячеслав Бойко, Татьяна Астраханкина) предпринял попытку провести альтернативный съезд КПРФ, целью которого было отстранение от руководства партией Геннадия Зюганова. Однако законность этого съезда не была признана Минюстом РФ.

### «Патриоты России»
После исключения из рядов КПРФ за «раскольничество» 30 октября 2004 года создал и возглавил политическую коалицию «Патриоты России», объединившую десять малых партий левоцентристского толка:
- «Евразийская партия — Союз патриотов России» (лидер — Павел Бородин),
- Всероссийская Коммунистическая партия будущего (Владимир Тихонов) (партия создана летом 2004 года вышедшими или исключёнными из КПРФ сторонниками Семигина),
- Партия «Национально-патриотические силы РФ» (Шмидт Дзоблаев),
- Народно-патриотическая партия России (Игорь Родионов),
- Партия возрождения России (Геннадий Селезнёв),
- Российская партия пенсионеров (Валерий Гартунг),
- Партия самоуправления трудящихся (Левон Чахмахчян),
- Партия труда (Сергей Храмов),
- Партия «Союз людей за образование и науку» (СЛОН, Вячеслав Игрунов),
- Народно-патриотический союз России (та часть НПСР, которая осталась под руководством Семигина).

Коалиция «Патриоты России» была образована на базе Конгресса патриотов, созванного в марте 2004 года по инициативе Геннадия Семигина сразу после президентских выборов, которые вслед за думскими оказались провальными для левых партий, и в первую очередь для КПРФ.
В апреле 2005 года возглавил созданную им политическую партию «Патриоты России» (в неё вошли Евразийская партия, Народно-патриотический союз России, большая часть партии «СЛОН» и Партия труда).

### Народное правительство
10 марта 2005 года создал «теневое» Народное правительство, в которое вошли такие известные политики, как Оксана Дмитриева (министр соцзащиты), Сергей Глазьев (министр финансов), Игорь Родионов (министр обороны), Сергей Бабурин (министр по делам СНГ), Геннадий Гудков (министр внутренних дел и безопасности), Иван Грачёв (министр внешнеэкономических связей и развития предпринимательства), Николай Киселёв (министр сельского хозяйства), Елена Драпеко (министр культуры), Виктор Алкснис (председатель народного комитета по миграционной политике и связям с соотечественниками), Ренат Акчурин (министр здравоохранения), Магомед Толбоев (министр по чрезвычайным ситуациям) и другие. Структура правительства — 22 народных министерства и 4 комитета, объединённые в три блока: экономический, социальный и правовой.

### Лидер фракции «Родина»
12 декабря 2006 года Семигин с Юрием Савельевым, Еленой Драпеко и Геннадием Селезнёвым, раннее исключёнными из фракции КПРФ, были приняты во фракцию «Родина». 15 декабря фракция приняла решение, что Геннадий Семигин с 9 января 2007 года возглавит её вместо Сергея Бабурина, совмещавшего эту должность с постом вице-спикера Думы. Голосование было проведено в отсутствие Бабурина по инициативе его заместителя Сергея Глотова. Уже 20 декабря против этого назначения и изменения названия фракции на «Родина» («Народная воля»-СЕПР-«Патриоты России») выступил лидер Социалистической единой партии России (СЕПР) Василий Шестаков, которого поддержал и Сергей Бабурин.
Тем не менее, 9 января 2007 года Семигин провёл первое заседание новой объединённой фракции. На заседании он предложил сразу 15 законопроектов для внесения в Думу.
Тем временем Сергей Бабурин заявил 17 января 2007 года, что, если его сторонникам не удастся вернуть контроль над фракцией «Родина» («Народная воля»-СЕПР-«Патриоты России»), то 7 из 17 членов фракции, в том числе сами лидеры двух из трёх партий-соучредителей блока «Родина» — «Народной воли» и Социалистической единой партии России (СЕПР) — Сергей Бабурин и Василий Шестаков — учредят новое депутатское объединение «Народно-патриотический союз» (НПС), чего, однако, сделано не было.
Фракция «Родина» («Народная воля» — СЕПР) возникла в июле 2005 года в результате раскола фракции «Родина», которую тогда возглавлял Дмитрий Рогозин. Новую фракцию возглавил вице-спикер Госдумы Сергей Бабурин, вместе с ним «Родину» покинули ещё семь депутатов. Тогда думский комитет по регламенту решил, что «Народная воля» и СЕПР, наряду с Партией российских регионов, позднее переименованной в «Родину», имеют право на создание своей фракции как партии, преодолевшие на выборах в Госдуму-2003 пятипроцентный барьер в составе блока «Родина». В январе 2007 года фракция состояла уже из 17 депутатов.
На выборах в Государственную думу V созыва возглавляемая Семигиным партия «Патриоты России» получила 0,89 % голосов и не преодолела 7%-го проходного порога.

### В Справедливой России
В декабре 2020 года появились данные, что парламентская партия Справедливая Россия готовится к объединению с партиями «За правду» и «Патриоты России». В конце декабря лидер партии Сергей Миронов подтвердил эти намерения, а 20 января 2021 года было объявлено о достижении соглашения. Объединение партий планируется в феврале-марте того же года под названием «Справедливая Россия — Патриоты — За правду» или «Справедливая Россия — За правду». Федеральный список на выборах депутатов Государственной Думы возглавят лидеры трёх партий — Сергей Миронов, Захар Прилепин и Геннадий Семигин.
22 февраля на объединительном съезде трёх партий Сергей Миронов был избран её председателем, а Геннадий Семигин и Захар Прилепин — сопредседателями.
26 октября 2024 года ушёл с поста сопредседателя «Справедливой России».

## Международные санкции
Из-за поддержки российской агрессии и нарушения территориальной целостности Украины во время российско-украинской войны находится под персональными международными санкциями разных стран.
23 февраля 2022 года внесён в санкционные списки стран Евросоюза за действия и политику, которые подрывают территориальную целостность, суверенитет и независимость Украины и ещё больше дестабилизируют Украину.
24 февраля 2022 года включён в санкционный список Канады «близких соратников режима» за голосование о признании независимости «так называемых республик в Донецке и Луганске».
24 марта 2022 года, на фоне вторжения России на Украину, включён в санкционный список США за «соучастие в войне Путина» и «поддержку усилий Кремля по вторжению в Украину», Госдеп США заявил что депутаты Госдумы используют свои полномочия для преследования инакомыслящих и политических оппонентов, нарушают свободу информации, ограничивают права человека и основные свободы граждан России.
По аналогичным основаниям, с 11 марта 2022 года находится под санкциями Великобритании. С 25 февраля 2022 года находится под санкциями Швейцарии. С 26 февраля 2022 года находится под санкциями Австралии. С 12 апреля 2022 года находится под санкциями Японии. Указом президента Украины Владимира Зеленского от 7 сентября 2022 находится под санкциями Украины. С 3 мая 2022 года находится под санкциями Новой Зеландии.

## Награды
- Орден Дружбы (2023)[27].
- Государственная премия Российской Федерации.